# Johann Benedikt von Paris

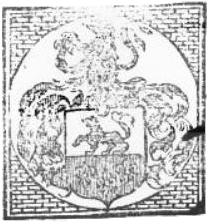
Das Wappen der Familie von Paris

Johann Benedikt von Paris von und zu Gailenbach (* 13. Juni 1781 in Augsburg; † 24. April 1838 ebenda) war ein Kaufmann, Kämmerer des Königreiches Bayern, Major der Landwehr und bedeutender Sammler.

## Leben
Johann Benedikt von Paris entstammte der Augsburger Linie (Teil der süddeutschen Linie) der Familie von Paris, die das Schloss Gailenbach in Edenbergen mit dem dazugehörigen Adelsprädikat („von und zu Gailenbach“) besaß. Die süddeutsche Linie der Familie von Paris führte ein quergeteiltes Schild: Oben in Silber ein auf der Teilungslinie schreitender blauer Löwe, unten auf rotem Grund drei zwei zu eins gestellte goldene Lilien. Dieses Wappen wurde mit kleinen Änderungen zum Wappen des Dorfes Edenbergen im Landkreis Augsburg.
Sein Vater war Johann Christoph Sigmund von Paris, seine Mutter Sybilla Magdalena Barbara, geborene von Furtenbach auf Hummelsberg. Nach dem Besuch des Gymnasiums bei Sankt Anna in Augsburg erhielt er eine Ausbildung im Kaufmannswesen bei einem Leipziger Handelshaus, die ihn bei mehreren Reisen unter anderem nach Böhmen, England, Flandern, Frankreich, in die Niederlande und die Schweiz und nach Ungarn führte. Dabei erlernte er mehrere Fremdsprachen.
In den Jahren 1813 und 1814 war er als Spekulant in Frankfurt am Main tätig und heiratete hier am 26. Mai 1814 seine Frau Caroline Katharine von Kiesow († 3. Dezember 1875). Bedingt durch den Tod seines Bruders kehrte Johann Benedikt 1816 in die Heimat zurück und übernahm das Schloss Gailenbach. 1817 kaufte er dem Königreich Bayern die zwei im Vorjahr für 3786 Gulden allodialisierten Bauernhöfe in Gailenbach ab und verpachtete sie anschließend. Außerdem erwarb er zwischenzeitlich die freiherrlichen Hofmarken in Rinnenthal, Harthausen und Malzhausen, die er aber später wieder verkaufte. 1822 wurde er zum Kämmerer des Königreiches Bayern berufen.

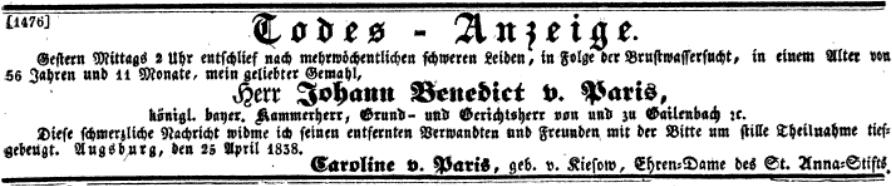
Todesanzeige von Johann Benedikt von Paris

In den späteren Lebensjahren wurde er vor allem vom Tod dreier erwachsener Kinder, darunter sein einziger Sohn Johann Christoph Eduard († 7. Mai 1833), schwer belastet und zog sich mehr und mehr in das Privatleben zurück. Neben der Landwirtschaft widmete er sich fortan vor allem seiner Sammlung von Altertümern (darunter Drucke, Handschriften, Kupferstiche, Siegelabdrücke und historische Waffen) und der Abfassung einer Geschichte über das Schloss Gailenbach. Am 4. Januar 1836 gründete er mit seiner Ehefrau eine Stiftung, deren Erträge vor allem seinem „alten“ Gymnasium bei Sankt Anna in Augsburg zukommen sollten.
Johann Benedikt starb am 24. April 1838 an einem Pleura- und/oder Perikarderguss, woraufhin seine Witwe gegen eine Jahresrente von 1.200 Gulden das Schloss Gailenbach mit dem dazugehörigen Gutshof der Stiftung überließ. Johann Benedikts Sammlung wurde dem Historischen Verein für den Regierungs-Bezirk von Schwaben und Neuburg überlassen und befindet sich heute im Stadtarchiv Augsburg.

## Ehrungen
Nach Johann Benedikt ist die Von-Paris-Straße im Antonsviertel in Augsburg benannt.